# Штайнах (Тюрингия)
Штайнах (нем. Steinach) — город в Германии, в земле Тюрингия.
Входит в состав района Зоннеберг. Население составляет 4266 человек (на 31 декабря 2010 года). Занимает площадь 26,35 км². Официальный код — 16 0 72 019.

## Фотографии

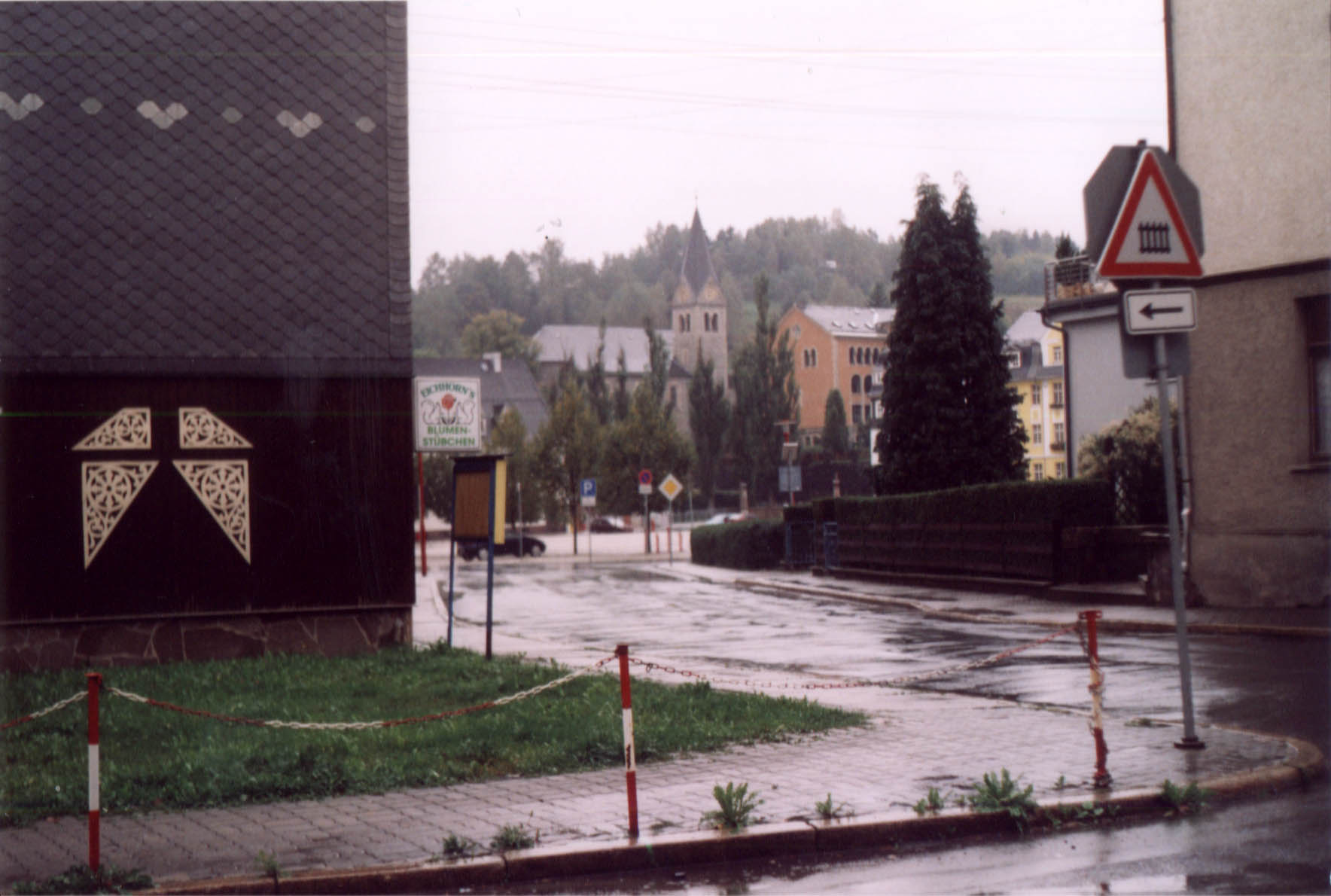
Церковь
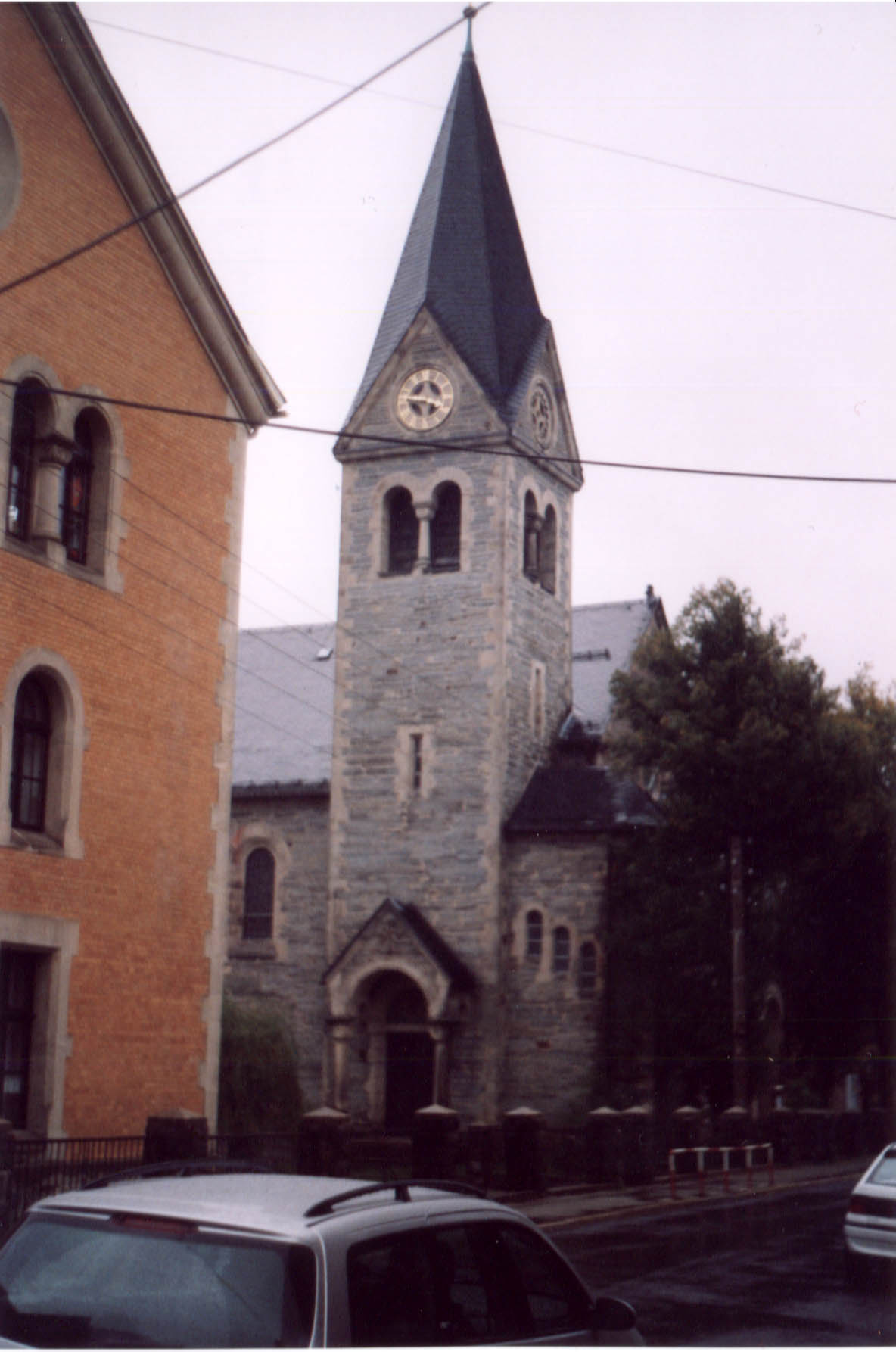
Церковь
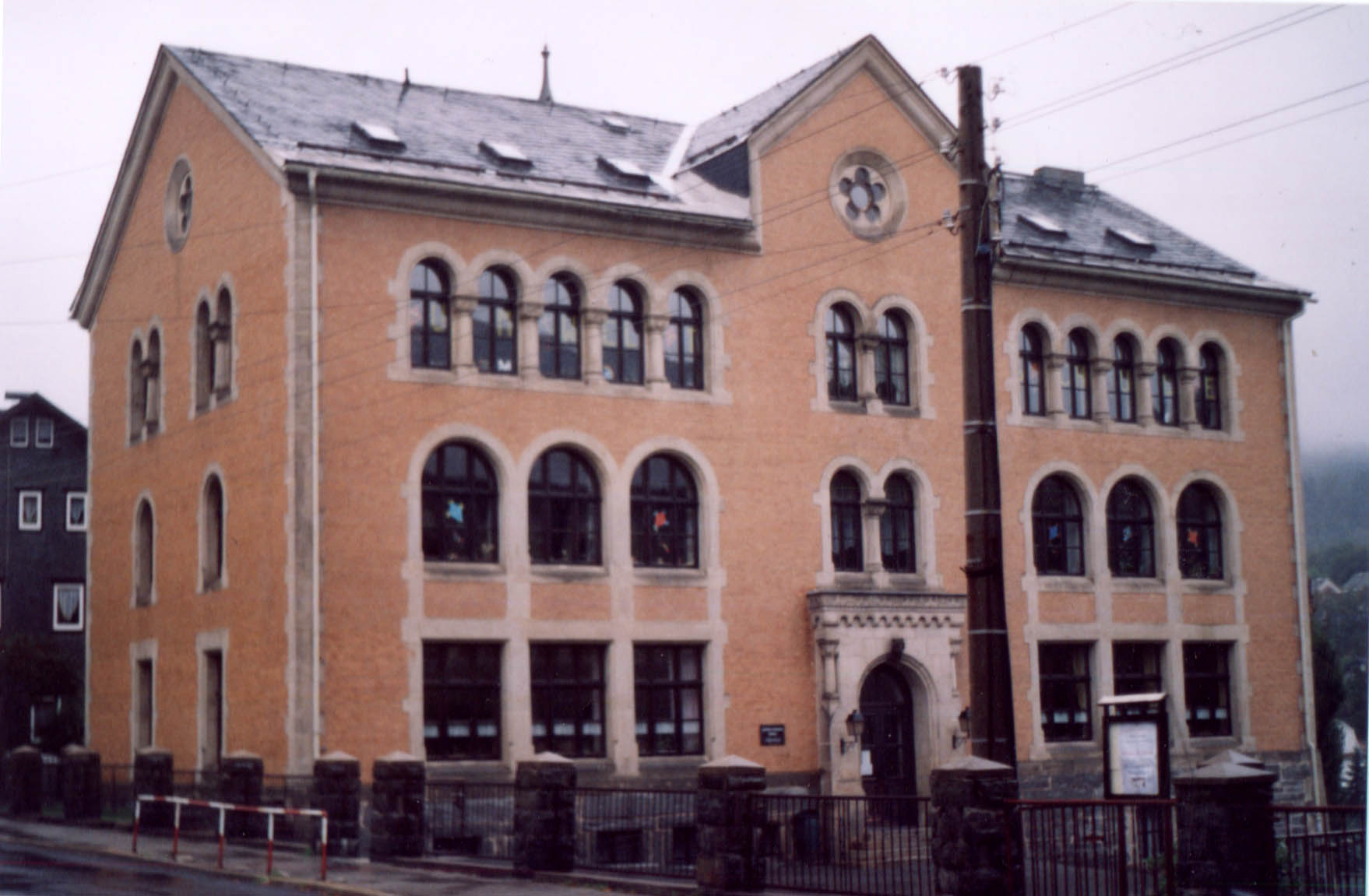
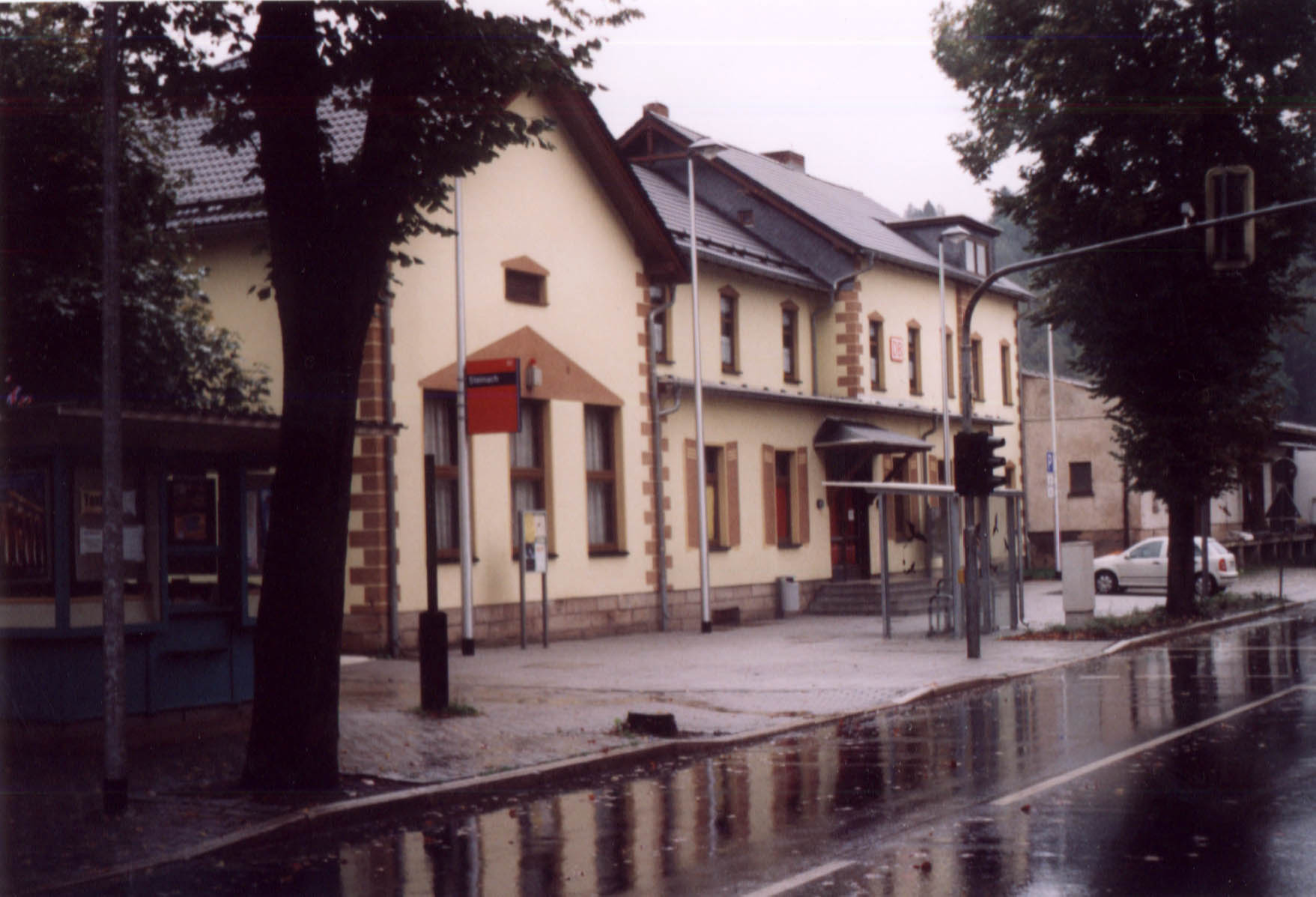
Вокзал
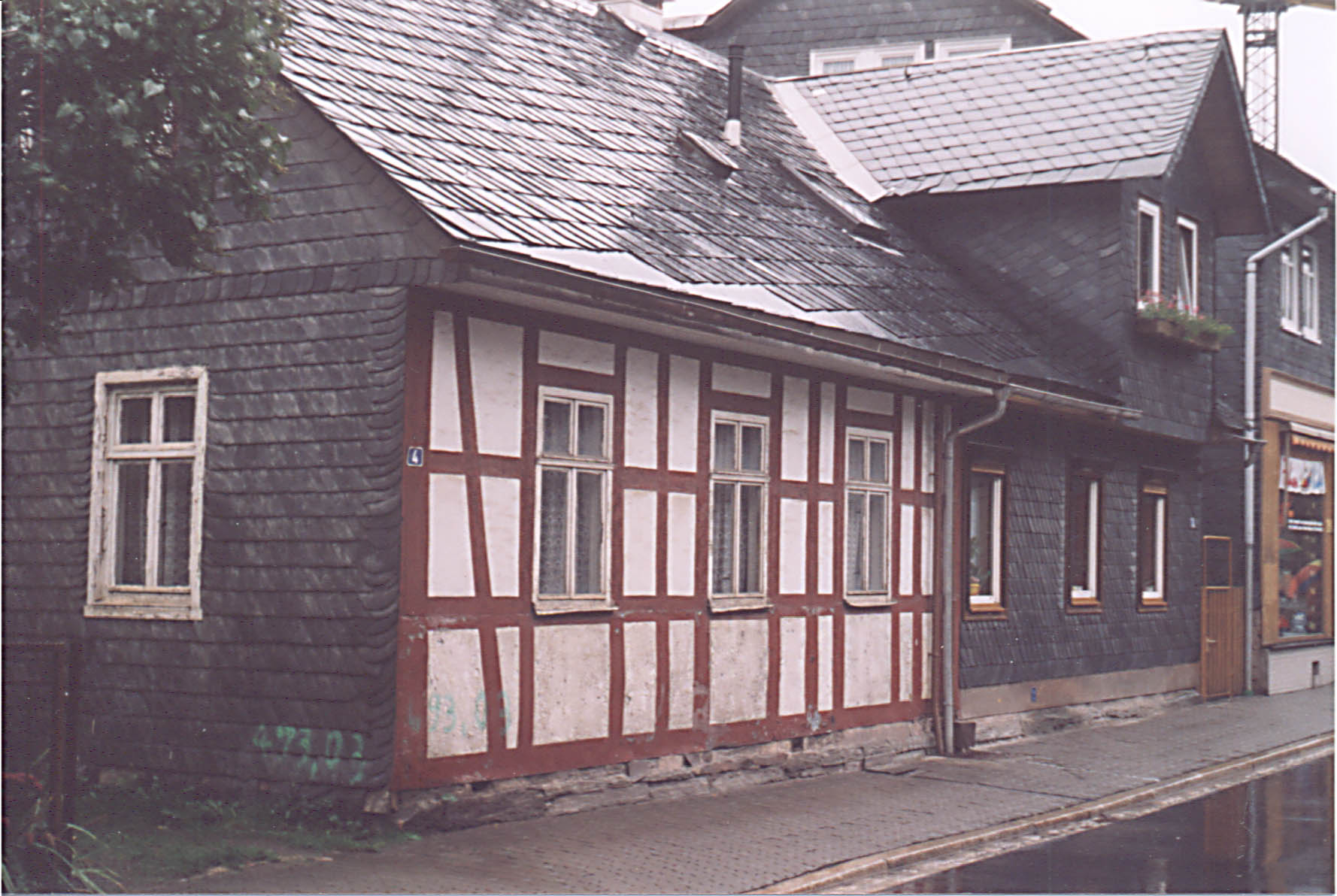
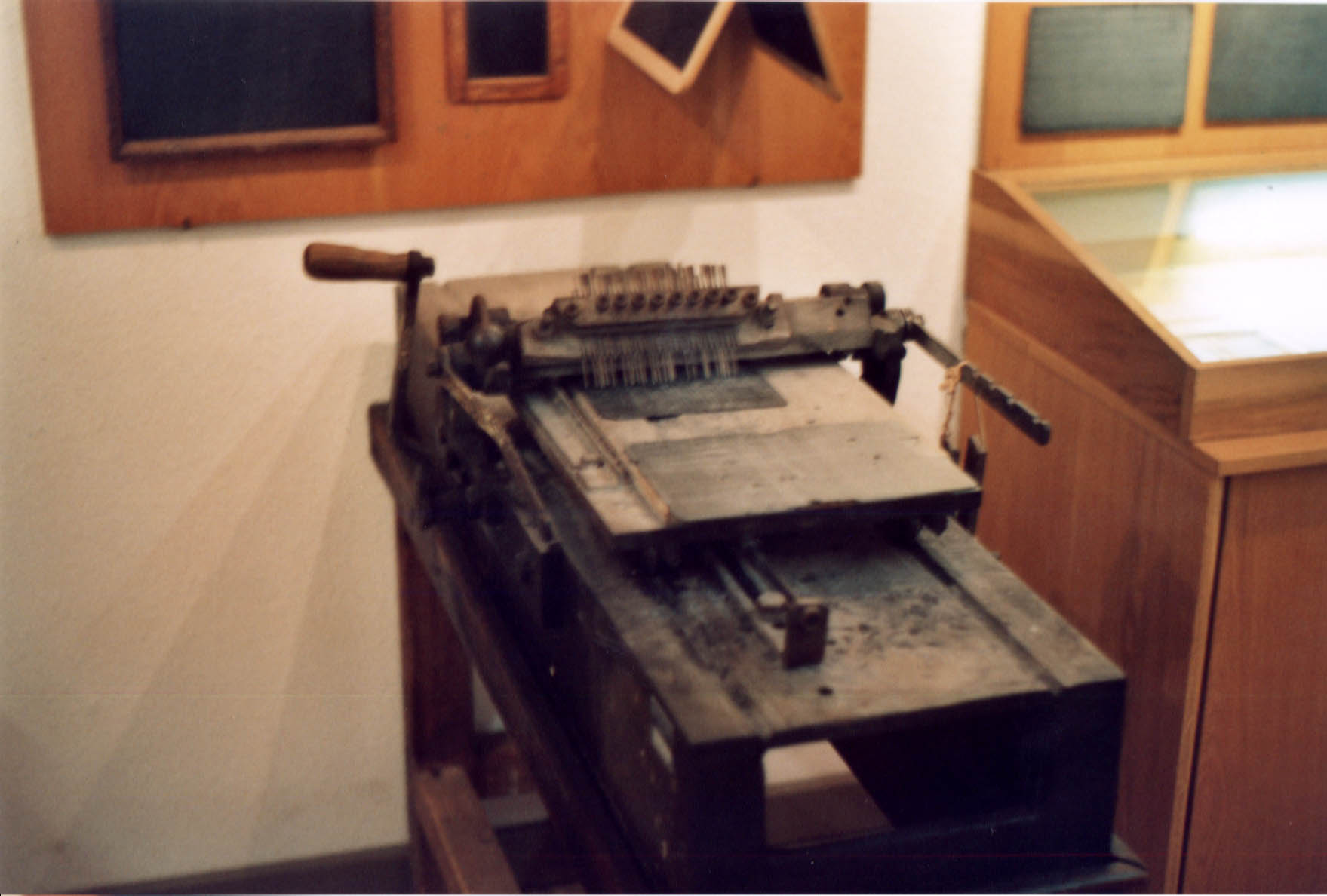
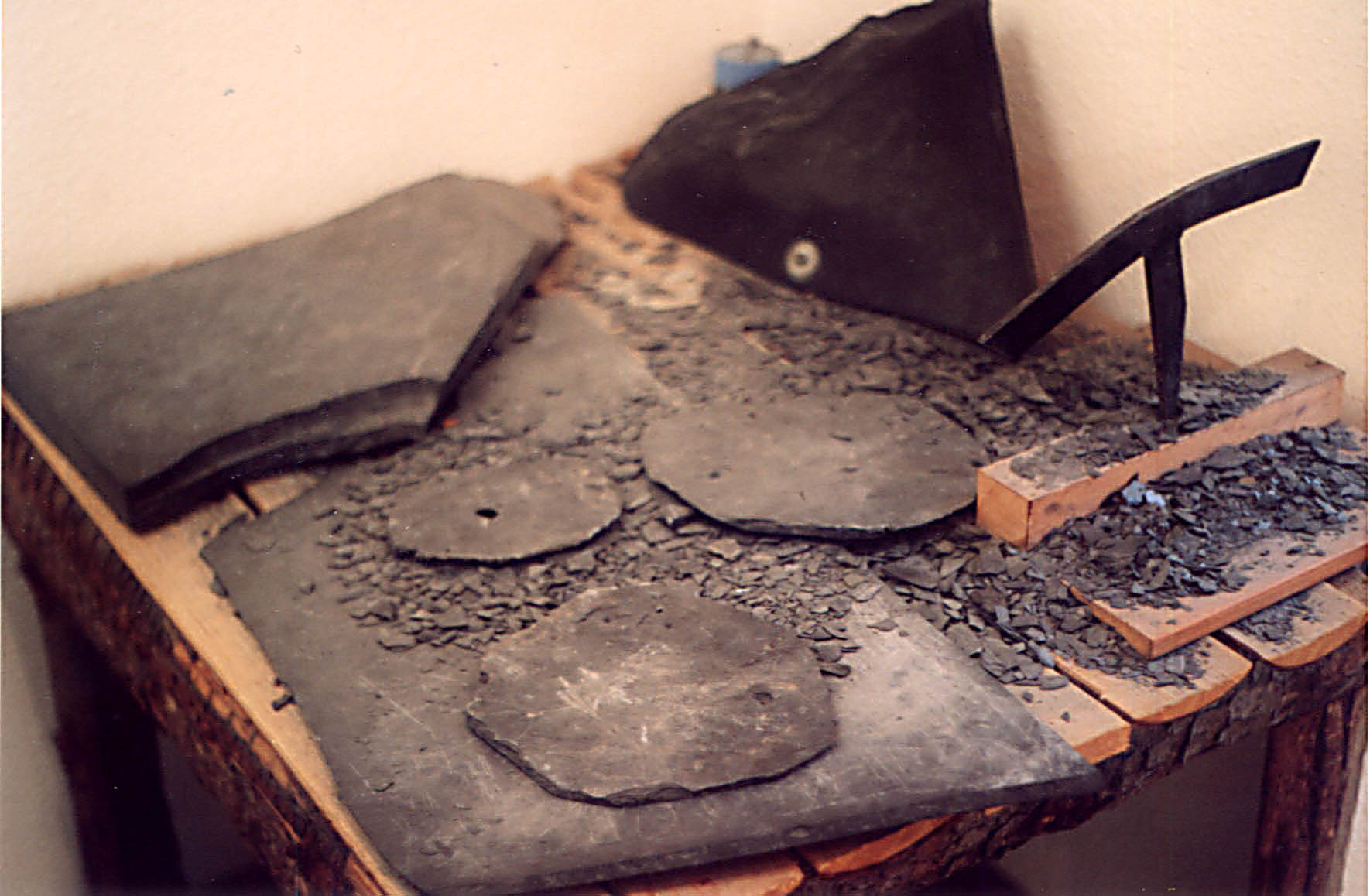